# Bagous
Bagous är ett släkte av skalbaggar som beskrevs av Ernst Friedrich Germar 1817. Bagous ingår i familjen vivlar.

## Dottertaxa tillBagous, i alfabetisk ordning[1][2]
- Bagous adelaidae
- Bagous adspersus
- Bagous aegyptiacus
- Bagous aereus
- Bagous aethiopicus
- Bagous affaber
- Bagous affinis
- Bagous alismatis
- Bagous alpestris
- Bagous americanus
- Bagous ampliatus
- Bagous angolensis
- Bagous angustulus
- Bagous arduus
- Bagous argillaceus
- Bagous armoricanus
- Bagous atratus
- Bagous atrirostris
- Bagous attenuatus
- Bagous australasiae
- Bagous bagdadensis
- Bagous beiranus
- Bagous bequaerti
- Bagous biimpressus
- Bagous binodulus
- Bagous binotatus
- Bagous bipunctatus
- Bagous bisignatus
- Bagous bituberosus
- Bagous blanchardi
- Bagous brevipennis
- Bagous brevis
- Bagous brevitarsis
- Bagous brunneus
- Bagous californicus
- Bagous carinatus
- Bagous carpini
- Bagous caucasicus
- Bagous caudatus
- Bagous cavifrons
- Bagous chevrolati
- Bagous chorinaeus
- Bagous cinereus
- Bagous clarenciensis
- Bagous claudicans
- Bagous cnemerythrus
- Bagous coenosus
- Bagous collignensis
- Bagous conspertus
- Bagous convexicollis
- Bagous corsicanus
- Bagous costulatus
- Bagous crinalis
- Bagous crispus
- Bagous cruentatus
- Bagous cryptocephalus
- Bagous curtirostris
- Bagous curtus
- Bagous cylindricollis
- Bagous cylindricus
- Bagous cylindrus
- Bagous cyperorum
- Bagous czwalinae
- Bagous czwalinai
- Bagous denticulatus
- Bagous diglyptus
- Bagous dilatatus
- Bagous dogoanus
- Bagous dorsalis
- Bagous duprezi
- Bagous echinatus
- Bagous egenus
- Bagous elegans
- Bagous elongatus
- Bagous encaustus
- Bagous exilis
- Bagous fastosus
- Bagous fausti
- Bagous formicetorum
- Bagous forsteri
- Bagous foveifrons
- Bagous fragosus
- Bagous frit
- Bagous frivaldszkyi
- Bagous friwaldszkyi
- Bagous fuentei
- Bagous geniculatus
- Bagous glabrirostris
- Bagous gracilentus
- Bagous guttatus
- Bagous haematopus
- Bagous haesleri
- Bagous halophilus
- Bagous henoni
- Bagous hipponensis
- Bagous hochhuthi
- Bagous hovanus
- Bagous humeralis
- Bagous humeridens
- Bagous hybridus
- Bagous impressus
- Bagous inceratus
- Bagous inermis
- Bagous inquinamentus
- Bagous interpositus
- Bagous interruptus
- Bagous juvenilis
- Bagous kagiashi
- Bagous kirschi
- Bagous kraatzi
- Bagous latepunctatus
- Bagous lateralis
- Bagous laticollis
- Bagous leonhardi
- Bagous leprieuri
- Bagous libanicus
- Bagous limosus
- Bagous longirostris
- Bagous longitarsis
- Bagous longulus
- Bagous lunatus
- Bagous luteitarsis
- Bagous lutosus
- Bagous lutulentus
- Bagous lutulosus
- Bagous lyauteyi
- Bagous maculatus
- Bagous madecassus
- Bagous magister
- Bagous major
- Bagous mamillatus
- Bagous marginicollis
- Bagous maroccanus
- Bagous micaceus
- Bagous mingrelicus
- Bagous minutissimus
- Bagous minutus
- Bagous mulsanti
- Bagous mundanus
- Bagous muticus
- Bagous myrmidon
- Bagous nebulosus
- Bagous nigripes
- Bagous nigritarsis
- Bagous niloticus
- Bagous nodieri
- Bagous nodulosus
- Bagous nupharis
- Bagous nymphaeae
- Bagous obliquus
- Bagous obscurus
- Bagous ochraceus
- Bagous olcesei
- Bagous oleae
- Bagous ovoidens
- Bagous ovoideus
- Bagous pauxillus
- Bagous perparvulus
- Bagous petro
- Bagous petrosus
- Bagous picirostris
- Bagous pictus
- Bagous pilipes
- Bagous pilitarsis
- Bagous pilumnus
- Bagous planatus
- Bagous productus
- Bagous promontorii
- Bagous pueli
- Bagous puncticollis
- Bagous punctipennis
- Bagous puritanus
- Bagous pusillus
- Bagous pyrrhocnemis
- Bagous quadrinodulosus
- Bagous remaudierei
- Bagous restrictus
- Bagous revelierei
- Bagous robustoides
- Bagous robustus
- Bagous rotundicollis
- Bagous rudicollis
- Bagous rudis
- Bagous rufimanus
- Bagous sahlbergi
- Bagous sardiniensis
- Bagous scanicus
- Bagous sellatus
- Bagous semilunatus
- Bagous senegalensis
- Bagous septemcostatus
- Bagous setiger
- Bagous severopolinus
- Bagous siamensis
- Bagous sibiricus
- Bagous sii
- Bagous simplex
- Bagous spadiceus
- Bagous striatulus
- Bagous subcarinatus
- Bagous subcostulatus
- Bagous subruber
- Bagous sulcicollis
- Bagous sumatrensis
- Bagous syriacus
- Bagous temperei
- Bagous tempestivus
- Bagous tenietensis
- Bagous tessellatus
- Bagous tibialis
- Bagous tigris
- Bagous tomlini
- Bagous tonkinianus
- Bagous tophyosus
- Bagous tournieri
- Bagous transversus
- Bagous trapae
- Bagous tubulus
- Bagous unguicularis
- Bagous vadonus
- Bagous wagneri
- Bagous validitarsus
- Bagous validus
- Bagous vicinus